# 全日本一輪車競技大会 (舞台演技部門)
全日本一輪車競技大会 (舞台演技部門)（ぜんにほんいちりんしゃきょうぎたいかい ぶたいえんぎぶもん）とは、公益社団法人日本一輪車協会（JUA）が主催する一輪車演技部門の全日本大会のうち、舞台演技部門の大会である。ALL JAPAN Uni-dancing Competition（「ユニダン」と呼称される。）の名称で以前は開催されていたが、2010年大会から演技部門に共通する名称となり、「ALL JAPAN Uni-dancing Competition」の名称はサブタイトルとなった。
日本一輪車協会が主催する演技部門の全日本大会はこの他、ペア・グループ演技部門の大会とソロ演技部門 の大会がある。

## 概要
一輪車競技の演技部門とは、一輪車に乗りながら曲に合わせて演技を行い、その芸術性や一輪車乗車の技術力を競う競技である。スケート競技におけるフィギュア部門に相当する。ソロ・ペア・グループ演技部門は体育館のフロアを使って演技を行うが、ホールのステージを使って演技を行う部門が舞台演技部門である。一輪車演技は主に体育館のフロアを使って行うが、歴史の長い演技系一輪車クラブの中には、クラブの発表会をホールで行うところがあり、これが競技大会に発展したものである。
2003年に第１回大会を開催し、2012年大会は第9回大会となる。（2011年大会は東日本大震災直後のため中止された。）
例年3月下旬の休日に、青森県弘前市民会館（2008年までは青森県平川市文化センター）で行われる。
日本一輪車協会が主催する大会ではあるが、開催地の一輪車クラブである豊田児童センターが大会運営のほとんどの部分を担っており、豊田児童センターを中心とする「ALL JAPAN Uni-dancing Competition実行委員会」が共管となっている。
大会趣旨として「参加者全員の親睦をはかるとともに、一輪車の普及振興に努める」ことを謳っており、大会前日のリハーサル終了後に、大会参加者による交流会が開催されている。また、「舞台の特性を生かしテーマに沿って「美」を追求し、観衆の心に響く作品を創造する」ことも趣旨としており、審査員に一輪車以外の芸術分野の人を含めている点が特徴的である。
これまでの9回の大会のうち8回の大会で、豊田児童センターが優勝している。
2012年の第9回大会では、複数クラブによる連合チームを含め、7道県から17クラブによる16チーム、310人が参加している。

## 参加資格・競技種目・クラス・競技方法
- 参加資格 
  - 競技ルール、マナーを守れる者。（事前審査等は行われていない。）
- 競技種目 
  - 舞台演技部門　出場人数：1名以上　演技時間：10分以内
※タイヤ・ペダル・サドルは、室内専用のものを使用し、床にキズがつく一輪車は使用禁止。
- 出場クラス
  - オープン（一輪車クラブ毎に1チームのエントリーが通常である）
- 競技方法
  - 参加チームが一回ずつ演技を行い、審査員による採点により順位を決定する。
ステージでの演技であるため、袖からの選手の出入りが可能であり、フロア演技と異なり、演技者数は演技構成により増減させることが可能である。

## 表彰
- The Best Artistic Stage 前田充明杯（第1位）
- The Second Artistic Stage（第2位）
- The Third Artistic Stage（第3位）
- 審査員特別賞
審査に当たっては衣装や小道具の芸術性も評価対象となっている。

## 共管・後援・協賛
- 共管
  - ALL JAPAN Uni-dancing Competition実行委員会
- 後援
  - 弘前市、弘前市教育委員会
- 協賛
  - みちのくコカコーラボトリング(株)